# The Falcon and the Snowman (film)
The Falcon and the Snowman is een Amerikaanse film uit 1985 van regisseur John Schlesinger met in de hoofdrollen Sean Penn en Timothy Hutton. 
De film is gebaseerd op het waargebeurde verhaal van twee Amerikanen die defensiegeheimen verkochten aan de Sovjet-Unie. De film is gebaseerd op het boek The Falcon and the Snowman, A True Story of Friendship and Espionage (1979) van Robert Lindsey.

## Verhaal
Christopher Boyce en Daulton Lee zijn samen opgegroeid. Als goede katholieken zijn ze zelfs een tijdje koorknaap geweest in de lokale kerk. Beide jongens hebben rijke ouders en niets lijkt een goede toekomst in de weg te staan. Maar hun wegen gaan op zeker moment uiteen. Lee komt onder de invloed van cocaïne en heroïne en wordt drugsdealer. Zijn voorliefde voor deze drugs levert hem de bijnaam 'Snowman' (sneeuwpop) op. Zijn vriend Christopher gaat studeren en slaagt met uitstekende cijfers. Zijn hobby is de valkenjacht en hij heeft een eigen valk getraind. Niet voor niets is zijn bijnaam The Falcon (de valk). Boyce krijgt via zijn vader een goede baan aangeboden bij RTX, een bedrijf dat voor het Amerikaanse Ministerie van Defensie werkt. Hij maakt promotie en wordt aangesteld in de zogenaamde 'zwarte kluis'. Hier wordt allerlei geheim telexverkeer van de Amerikaanse overheid ontvangen. Ook berichten van de CIA komen regelmatig voorbij. Vaak betreft het hier vergissingen. Berichten die nooit naar RTX verzonden mochten worden. Christopher leest alles en heeft daar ook ruim de tijd voor. Aangezien de kluis door niemand anders betreden mag worden dan Boyce en zijn collega's, kunnen ze letterlijk doen wat ze willen. Dat betekent wiet kweken, wodka drinken en veel dansen. Als Boyce de CIA-berichten leest, wordt hij onpasselijk over de inhoud. De Amerikaanse dienst geeft in zijn berichten aan dat ze ingrijpen in de lokale politiek van andere landen. Zo wordt bijvoorbeeld de premier van Australië weggewerkt omdat hij Australische troepen uit Vietnam wil halen. De gefrustreerde Boyce wil dit onrecht wreken. Hij besluit om geheime informatie van de overheid aan de Sovjet-Unie te verkopen. Voor de verkoop schakelt hij zijn verslaafde vriend Daulton in. De laatste vertrekt naar Mexico en legt contact met ene Alex, een KGB-man die werkzaam is op de ambassade. Al snel levert Boyce via Daulton uiterst geheim materiaal aan de Russen. Een tijdje gaat alles goed, maar dan wordt Daulton te ambitieus. Hij wil de activiteiten uitbreiden en een groot spionagenetwerk opzetten. Zijn doel is meer geld om nog meer drugs te kunnen kopen. Boyce is echter uit idealisme met de spionage begonnen en niet voor het geld. De twee krijgen ruzie. Als Boyce vervolgens zelf contact legt met Alex om alles uit te leggen, weet Daulton dat zijn dagen als spion zijn geteld. Nu de Russen direct contact hebben met de bron van de informatie is hij overbodig geworden. In een wanhoopspoging om contact te krijgen met Alex gooit hij een briefje over de muur van de ambassade. Daulton wordt gezien door de Amerikanen die de Mexicaanse politie inlichten. Daulton wordt gearresteerd en verhoord. De Mexicaanse politie probeert Daulton een moord in de schoenen te schuiven. Er is een politieman doodgeschoten en de plaats van de moord komt overeen met een foto op een ansichtkaart gevonden in de zakken van Daulton. Hij wordt gemarteld en bekent uiteindelijk dat hij een spion is. Hij verraadt ook zijn vriend Boyce. De Mexicaanse politie stelt Daulton voor de keus. Gedeporteerd worden naar Rusland of naar de VS. Hij kiest de laatste optie. Niet lang daarna wordt Daulton over de grens gezet en door de Amerikaanse politie gearresteerd. Boyce ondergaat hetzelfde lot. Na een langdurig proces wordt Boyce veroordeeld tot 40 jaar gevangenisstraf en Daulton tot levenslang.

## Rolverdeling
| Acteur          | Personage         |
| --------------- | ----------------- |
| Timothy Hutton  | Christopher Boyce |
| Sean Penn       | Daulton Lee       |
| David Suchet    | Alex              |
| Dorian Harewood | Gene              |
| Lori Singer     | Lana              |

## Achtergrond
De film is gebaseerd op het waargebeurde verhaal van Christopher Boyce en Andrew Daulton Lee. Het verhaal in de film volgt grotendeels de feiten. Hier en daar zijn wat namen veranderd. Zo heet het bedrijf waar Boyce werkt niet RTX, maar TRW. Boyce werd veroordeeld tot 40 jaar gevangenisstraf. In 1980 ontsnapte hij uit de gevangenis en pleegde vervolgens zeventien bankovervallen in verschillende staten. Boyce probeerde tegelijkertijd om zijn vliegbrevet te halen, met als doel uit te wijken naar Rusland. Hij werd gearresteerd in augustus 1981 en opnieuw opgesloten. Zijn vriend Andrew Daulton Lee kreeg levenslang. De reden voor deze veel zwaardere straf was het drugsverleden van Lee. Hij werd in 1998 voorwaardelijk vrijgelaten. Boyce kreeg zijn voorwaardelijke invrijheidstelling pas in 2002.